# 路 (映画)
『路』（みち、原題：Yol）は1982年のトルコ映画。ユルマズ・ギュネイ監督・製作・脚本による。1982年（昭和57年）、第35回カンヌ国際映画祭でパルム・ドールを受賞した。

## 受賞
| 映画賞                 | 賞             | 対象 | 結果 |
| ---------------------- | -------------- | ---- | ---- |
| 第35回カンヌ国際映画祭 | パルム・ドール |      | 受賞 |